# Le Furet (film, 1962)
Pour plus de détails, voir Fiche technique et Distribution.
Le Furet (Ο ατσίδας (O atsídas)) est un film grec réalisé par Yánnis Dalianídis, sorti en 1962.
Comédie de mœurs, ce film réunit une distribution d'acteurs grecs spécialisés dans le registre comique, dont notamment Dinos Iliopoulos (el), qui joue ici le rôle d'un jeune homme poursuivi par le frère de la jeune fille qu'il aime, celui-ci ayant découvert leur relation cachée.

## Scénario
Alekos et Voula ont une relation amoureuse secrète. Le film s'ouvre à Thessalonique sur la découverte de cette relation par le frère de Voula, Grigoris, qui s'en offusque et part à la recherche d'Alekos pour le tuer s'il ne se fiance pas au plus vite avec Voula pour officialiser cette relation. Voula veut prévenir Alekos de la situation, et un rendez-vous est pris dans un café dans l’après-midi. Entre-temps Anna, la sœur d'Alekos, a elle-même une relation amoureuse cachée avec un jeune homme nommé Antonis. Alekos part attendre son rendez-vous au café, et panique de manière comique en apprenant que Grigoris le recherche pour le tuer.
À la tombée de la nuit, alors qu'Alekos et Anna sont chez eux, Grigoris arrive soudainement pour rencontrer Alekos. Après une discussion comique qui dégénère, Grigoris donne trois jours à Alekos pour annoncer à son père ses futures fiançailles avec Voula. Trop peu courageux pour s'atteler à cet épineux problème à cause d'un père conservateur envisageant un futur mariage arrangé, Alekos préfère retarder l'évènement au maximum.
Le lendemain soir, Alekos et sa sœur vont ensemble à une soirée festive. Grigoris arrive à son tour en milieu de soirée, alors que Voula est restée chez ses parents. Alekos souhaite partir pour éviter une nouvelle confrontation, mais Grigoris lui ordonne de rester car il soupçonne Alekos de vouloir retrouver Voula le soir-même. C'est seulement grâce à l'insistance d'Anna (qui s'ennuie en l'absence d'Antonis) qu'Alekos parvient à se retirer avec sa sœur.
Le lendemain matin, Anna retrouve Antonis et s'offusque de son absence à la soirée de la veille. Elle annonce vouloir se suicider pour se venger. Pour éviter tout débordement, Antonis la demande en fiançailles, ce qui met immédiatement un terme au « projet » de suicide. Antonis part ensuite au café, où il rencontre Alekos. Les deux jeunes hommes ne connaissent pas leur lien respectif avec Anna, d'où un comique créé par l'évocation de la jeune fille dans la conversation. Antonis explique à Alekos l'intérêt de se fiancer à une jeune femme pour entretenir une relation officielle qui ne choque pas la belle-famille, sans hésiter par la suite à rompre les fiançailles.
Profitant du fait que Grigoris doit partir à Édessa, Alekos passe la soirée aux bouzoukia (café musical traditionnel) avec Voula, où il s'enthousiasme à un degré comique pour les morceaux de rebetiko joués par Manolis Hiotis. Cependant, la soirée est interrompue par l'arrivée de Grigoris, finalement resté à Thessalonique, qui surprend Voula et Alekos en train de danser. Sous les menaces sérieuses du frère, Alekos jure de prendre Voula en fiançailles pour officialiser leur relation.
Le lendemain, Anna annonce à ses parents qu'Antonis l'a demandée en fiançailles. Alekos, qui voudrait annoncer simultanément la même nouvelle, n'arrive pas à trouver le courage et le moment opportun pour aborder le sujet. Antonis fait son entrée dans la maison pour les présentations avec sa belle-famille. Alekos reconnaît l'homme de la veille au café et s'évanouit en comprenant qu'Antonis parlait de sa sœur au sujet des fiançailles.
Le même après-midi, Grigoris veut rencontrer la famille d'Alekos pour s'assurer qu'Alekos a parlé à ses parents des fiançailles avec Voula. Il téléphone chez Alekos pour prévenir de son arrivée dans l'après-midi. Sous cette pression, Alekos parvient finalement à annoncer ses fiançailles à son père, qui s'exaspère. La famille de Voula arrive peu après chez les parents d'Alekos. Ces derniers, malgré leur réticence, se montrent vite enclins à célébrer une union entre leur fils et Voula. Au même moment, Anna commet une tentative déguisée de suicide par empoisonnement pour qu'Antonis, qui arrive à son tour, accepte de la prendre en mariage et non simplement en fiançailles. Le film se termine par une ultime pirouette : on apprend que Grigoris a lui-même une relation amoureuse secrète avec une jeune fille, et le frère de celle-ci le menace à son tour pour célébrer au plus vite des fiançailles, ce que Grigoris accepte. Le film se termine sur un baiser d'Anna et Antonis (futurs mariés) et d'Alekos et Voula (futurs fiancés), tandis que Grigoris n'est pas encore remis de son émotion.

## Fiche technique
- Titre : Le Furet
- Titre original : Ο ατσίδας (O atsídas)
- Réalisation : Yánnis Dalianídis
- Scénario : Yánnis Dalianídis d'après la pièce Country Club Éros de Dimitris Psathas (en)
- Direction artistique : Markos Zervas
- Décors :
- Costumes :
- Photographie : Nikos Dimópoulos
- Son : Mikes Damalas
- Montage : Petros Lykas
- Musique : Gerasimos Lavranos
- Production : Finos Film
- Pays d'origine :  Grèce
- Langue : grec
- Format : Noir et blanc
- Genre : Comédie
- Durée : 83 minutes
- Date de sortie : 
  - Grèce : 15 janvier 1962

## Distribution
- Dinos Iliopoulos (el) : Alekos Kourouzos
- Zoe Laskari : Anna Kourouzos
- Pantelis Zervos : Thodoros Kourouzos (père d'Alekos)
- Joly Garbi (en) : Areti Kourouzos (mère d'Alekos)
- Mairi Voulgari : Voula Mavrofrydis
- Vangelis Protopappas (en) : Grigoris Mavrofrydis
- Thanássis Véngos : Thrasivoulas, serveur de café
- Mairi Linda et Manolis Hiotis : chanteuse et musicien